# Sead Hasanefendić
Sead Hasanefendić (* 1. August 1948 in Novi Sad, Jugoslawien) ist ein ehemaliger jugoslawischer und heute kroatischer Handballtrainer.

## Karriere

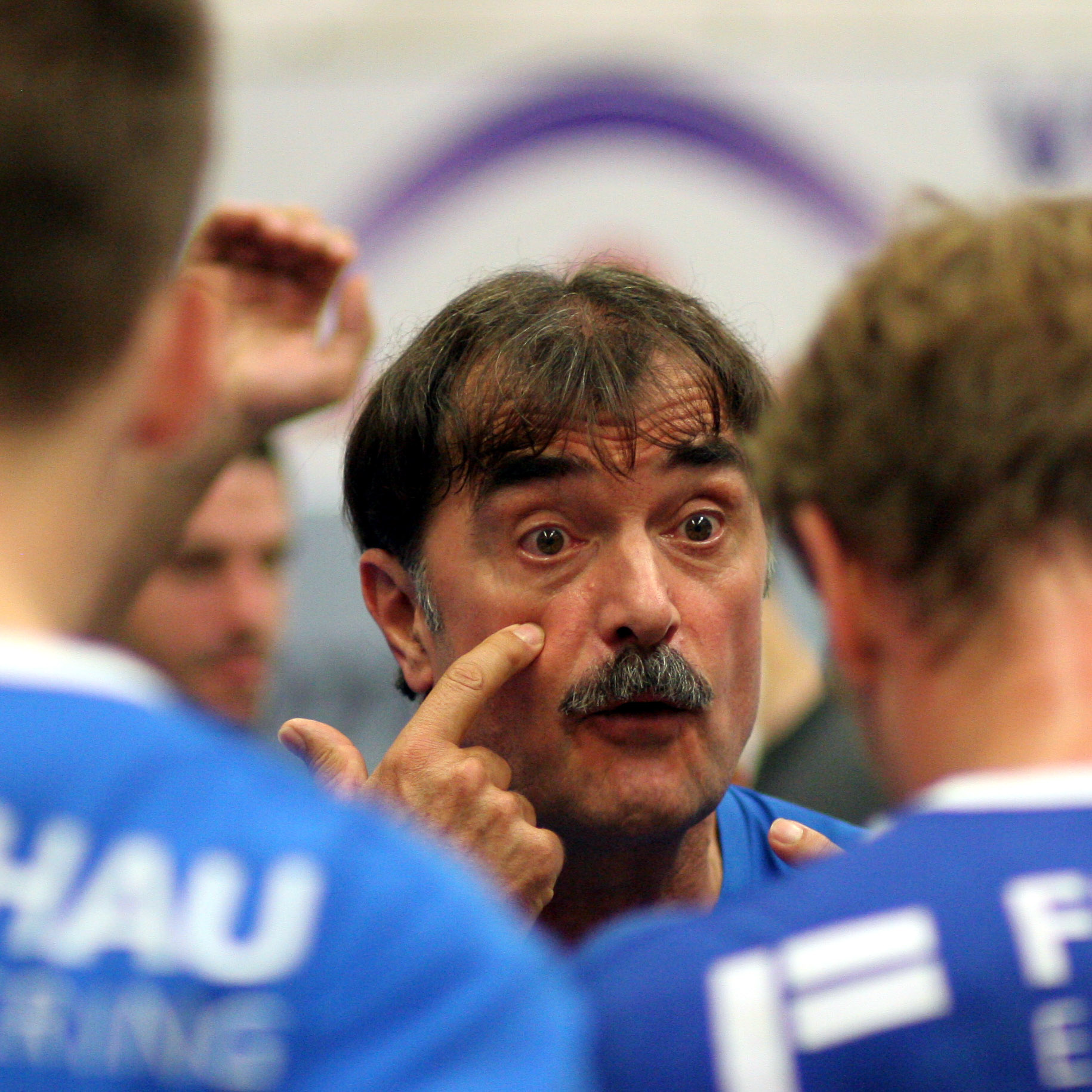
Sead Hasanefendić in einer Auszeit seiner Mannschaft

Hasanefendić trainierte bis 2. Dezember 2011 den VfL Gummersbach, mit dem er dreimal bei einem europäischen Pokalwettbewerb siegreich war. Zeitweise war er parallel Coach der serbischen Nationalmannschaft. Zuvor trainierte er die Nationalmannschaft Tunesiens, an deren Erfolgen er entscheidenden Anteil hatte. Aufgrund dieser Erfolge wird er in Tunesien als Said Hassan Afendic verehrt. Vom 15. März 2013 bis zum Ende der Saison 2012/13 war Hasanefendić Trainer beim Bundesligisten GWD Minden. Anschließend wurde Hasanefendić erneut Trainer der tunesischen Nationalmannschaft, die er bis Januar 2015 trainierte. Im März 2015 übernahm er das Traineramt des Bundesligisten TuS N-Lübbecke. Im März 2017 übernahm Hasanefendić erneut das Traineramt des VfL Gummersbach, den er bis zum Saisonende 2016/17 trainierte. Ab 2017 sollte er Trainer der algerische Nationalmannschaft werden, aber keine Einigung wurde mit der Fédération algérienne de handball erzielt. Zur Saison 2018/19 übernahm er zusätzlich das Traineramt des deutschen Drittligisten ThSV Eisenach. 2019 stieg Eisenach unter seiner Leitung in die 2. Bundesliga auf. Nach der Saison 2019/20 verließ er Eisenach.

## WM-Spiel BR Deutschland – Schweiz 1982
Legendär wurde am 4. März 1982 das Weltmeisterschaftsspiel in der Dortmunder Westfalenhalle zwischen Westdeutschland und der damals von Sead Hasanefendić trainierten Schweiz. 22 Sekunden vor dem Abpfiff hatte die Schweiz trotz Unterzahl zum 16:16 ausgeglichen. Die deutsche Mannschaft hatte in den letzten Sekunden des Spiels den Ball. Als Erhard Wunderlich zum Sprungwurf ansetzte, wurde er von hinten geklammert. Es war der Schweizer Spieler Peter Jehle, den Hasanefendić mit dem Kommando „Los, halt ihn fest!“ aufs Spielfeld gestoßen hatte – als sechsten Feldspieler. Dies verhinderte den Sieg der Mannschaft von Vlado Stenzel und damit das Spiel um die Bronzemedaille. Die Regelwidrigkeit wurde erst am nächsten Tag von einem Journalisten bemerkt, doch der Protest des Deutschen Handballbundes (DHB) kam zu spät; er hätte spätestens eine Stunde nach Abpfiff eingereicht werden müssen. Hasanefendić wurde in der Schweiz für seine Cleverness und Geistesgegenwärtigkeit gefeiert.

## Erfolge
- Französischer Meister
  - 1989 mit US Créteil
  - 1992 mit HB Vénissieux
  - 1997 mit US Ivry HB
- Französischer Pokalsieger
  - 1989 mit US Créteil
  - 1991 und 1992 mit HB Vénissieux
- Slowenischer Meister
  - 1999 und 2000 mit RK Celje
- Slowenischer Pokalsieger
  - 1999 und 2000 mit RK Celje
- Deutscher Vizemeister
  - 1994 mit der SG Hameln[18]
- DHB-Pokal-Finalist 2009
- 4. Platz bei der Handball-Weltmeisterschaft 2005 mit Tunesien
- Afrikameisterschaft
  - Afrikameister 2006 mit Tunesien[19]
  - Finalist 2008 und 2014
- EHF-Pokal 2009 mit dem VfL Gummersbach
- Europapokal der Pokalsieger 2010 und 2011 mit dem VfL Gummersbach
- Wahl zum „Trainer der Saison 2010“